# HMS Iron Duke (1870)
Pour les autres navires du même nom, voir HMS Iron Duke.
Le HMS Iron Duke est un navire à batterie centrale de la classe Audacious de la Royal Navy.

## Histoire
L’Iron Duke est d'abord affecté en tant que First Reserve Guardship à Plymouth puis en tant que vaisseau amiral de la China Station en septembre 1871. En route vers l'Extrême-Orient, il devient le premier cuirassé à emprunter le canal de Suez ; pratiquement tout son charbon dut être déchargé pour réduire son tirant d'eau et il est tiré par trois remorqueurs à travers le canal en trois jours. Soulagé par son navire jumeau, l'Audacious, l’Iron Duke retourne au Royaume-Uni en 1875. Pour économiser de l'argent sur le navire de retour, aucun remorqueur n'est loué, le navire s'échoue quatre fois et érafle fréquemment les côtés du canal pendant son transit de quatre jours. À son arrivée, il est en radoub en mai.
L’Iron Duke est remis en service deux mois plus tard et affecté comme navire de garde à Hull. Pendant la croisière d'été du premier escadron de réserve le 1er septembre, il fait route avec trois autres cuirassés entre Dublin et Queenstown. Dans un épais brouillard, le navire percute accidentellement son sister-ship, le Vanguard, au large de Kish Bank, dans la baie de Dublin. Iron Duke perd son beaupré dans l'eau, mais par ailleurs est peu endommagé. Son éperon déchire un trou de 9 pieds (3 m) sur 3 pieds (1 m) dans le côté du Vanguard. L'éperon endommage la cloison étanche entre le moteur et les chaufferies du Vanguard, ce qui inonde les deux compartiments et empêche son équipage d'utiliser ses pompes à vapeur. Le navire coule un peu plus d'une heure après que tout l'équipage a abandonné le navire. À la suite de la collision, l’Iron Duke est révisé au chantier naval de Plymouth, une attention particulière est accordée aux portes étanches à bord. Le 20 novembre 1877, l’Iron Duke quitte Plymouth pour des essais en mer.Il est à 3 milles marins (6 km) lorsqu'on constate que la vanne d'écluse principale avait été laissée ouverte et qu'il coule. Son équipage ferme les portes étanches et s'occupe des pompes. Un ordre est donné de tirer le signal de détresse, mais on constate qu'il n'y avait pas de poudre à bord. Le signal du drapeau pour « couler » est érigé, mais il n'est pas remarqué par le HMS Black Prince pendant quinze minutes. Le Black Prince répète le signal à Mount Wise, qui répète le signal à Plymouth. Entre-temps, un homme d'équipage avait réussi à fermer la vanne. Il était dans l'eau jusqu'à la taille et s'il le fût quelques minutes plus tard, un plongeur fût nécessaire. Avec la vanne fermée, les pompes évacuent l'eau et le navire est à sec et revient à Plymouth. On révèle que la difficulté à fermer les quatre vannes de condenseur était due à une rigidité excessive des ressorts.
À la suite de la perte, l’Iron Duke remplace le Vanguard en tant que navire de garde à Kingstown, dans le comté de Dublin, où il reçoit l'équipage de ce dernier et reste jusqu'en juillet 1877, date à laquelle le navire commence un long radoub qui dure jusqu'en août 1878. L’Iron Duke quitte Plymouth le 4 août, à destination de la China Station ; en cours de route, il retire le navire à vapeur P&O Bengal d'un récif de la mer Rouge le 7 septembre après deux jours d'effort. Le 9 mai 1879, il s'échoue à l'embouchure du Yangtsé. Il est renfloué avec assistance 36 heures plus tard. Des dommages mineurs sont subis, il navigue jusqu'à la préfecture de Hyōgo, au Japon, pour être mis en cale sèche. L’Iron Duke s'échoue sur un banc de sable entrant dans le Huangpu en mai 1880, après cinq jours, il est libéré par la canonnière américaine à roue à aubes Monocacy avec peu de dégâts. Les princes Arisugawa Taruhito et Takehito Arisugawa rendent visite à l’Iron Duke le 22 juillet alors qu'elle fait escale à Yokohama. Plusieurs semaines plus tard, Arisugawa Takehito vient à bord pour servir d'aspirant. Le navire heurte un rocher au large de Hokkaidō en route vers la baie d'Aniva, île de Sakhaline, le 30 juillet 1880. Il flotte le 1er août après qu'un autre navire se soit également échoué en essayant d'aider ; ses réparations nécessitent un mois en cale sèche à Hong Kong. Le 10 octobre, le navire est mis en cale sèche à Nagasaki, au Japon, puis navigue vers Wusong, le 26 octobre. L’Iron Duke rentre au Royaume-Uni en janvier 1883 et commence un long radoub qui comprend le remplacement de ses chaudières.
Le 16 avril 1885, le navire devient membre de l'escadron de service particulier de l'amiral Geoffrey Hornby jusqu'en août, date à laquelle il rejoint la Channel Fleet. Après que le cuirassé Sultan se détache de ses ancres à Lisbonne le 24 décembre 1886 lors d'un coup de vent et percute accidentellement et coule le navire à vapeur français Ville de Victoria, l'équipage de l’Iron Duke pilote un bateau à la recherche de survivants, bien que l'on ne sache pas combien ils en ont sauvé. L'année suivante, l’Iron Duke participe à la revue de la flotte du jubilé d'or de la reine Victoria le 1er juillet 1887 à Spithead. Il est mis à la réserve en 1890 et convertie en ponton charbonnier en 1900, servant à Kyles of Bute. Le navire est transféré de la Fleet Reserve à la Dockyard Reserve à Portsmouth en avril 1902, et finalement vendu à la ferraille le 15 mai 1906 à Galbraith de Glasgow.